# Potsdam (Ohio)
Pour les articles homonymes, voir Potsdam (homonymie).
Potsdam est un village américain situé dans le comté de Miami, dans l'Ohio. Selon le recensement de 2010, sa population est de 288 habitants.